# ألياف عصبية سابقة للعقدة
ألياف عصبية سابقة للعقدة (بالإنجليزية: Preganglionic nerve fibers)‏ هي أليافٌ في الجهاز العصبي الذاتي، تخرج من الجهاز العصبي المركزي نحو العقدة المستقلية. الألياف السابقة للعقدة سواء كانت في الجهاز العصبي الودي أو اللاودي جميعها كولينية الفعل، أي أنَّ الألياف تستعمل الأسيتيل كولين كناقل عصبي، وتكون ميالينية.
تميل الألياف السابقة للعُقد الودية إلى أن تكون أقصر من الألياف السابقة للعقد اللاودية؛ وذلك لأنَّ العقد الودية تكون قريبةً من النخاع الشوكي أكثر من العقد اللاودية. من الاختلافات الأُخرى أيضًا بين الجهاز العصبي الذاتي هو التباعد، بينما القسم اللاودي يكون معدل التباعد حوالي 1:4، والجهاز الودي قد يصل التباعد فيه إلى 1:20؛ وذلك بسبب عدد التشابكات العصبية المُشتلكة من الألياف السابقة للعقدة مع الأعصاب العقدية.